# Gigantodax wittmeri
Gigantodax wittmeri är en tvåvingeart som beskrevs av Peter Wolfgang Wygodzinsky 1951. Gigantodax wittmeri ingår i släktet Gigantodax och familjen knott. Inga underarter finns listade i Catalogue of Life.